# Ian Alexander
Pour les articles homonymes, voir Alexander.
Ian Alexander, né le 20 avril 2001 à Salt Lake City, est un acteur américain.

## Biographie

### Jeunesse
Ian Alexander est né à Salt Lake City, dans l'Utah, d'un père américain et d'une mère d'origine vietnamienne qui émigrent aux États-Unis depuis le Viêt Nam. En raison du travail de son père avec le ministère de la Défense, sa famille déménage souvent et vit dans des endroits comme Hawaï, le Japon et Washington, DC. Pendant l'école primaire, il participe au théâtre communautaire et au chœur. Il reçoit une attention virale en ligne grâce à sa réponse à une photo d'un incident transphobe perpétré par quatre étudiants de l'UCLA.
À 15 ans il tombe sur une annonce Tumblr d'un casting recherchant un acteur transgenre asio-américain, il participe au concours, n'en attendant rien en retour. Étant un des seuls adolescents transgenres asio-américains, il remporte le concours et obtient donc le rôle de Buck Vu dans la série Netflix The OA.

### Carrière
Le premier rôle de Ian Alexander est dans The OA de Netflix, où il joue Buck Vu. Buck, comme Alexander, est également une jeune personne transgenre et est partiellement basé sur les expériences réelles de l'acteur. Il a été choisi à partir d'un appel de casting ouvert en ligne qui s'est propagé sur Tumblr,. Plus tard, il a joué dans le long métrage de 2018 Every Day, basé sur le livre de David Levithan, incarnant Vic, un adolescent transgenre que l'être nommé « A » habite pendant une journée. En octobre 2017, Naughty Dog a annoncé qu'Alexander avait rejoint le casting de The Last of Us Part II, la suite de leur jeu vidéo populaire.
En juin 2019, pour marquer le 50e anniversaire des émeutes de Stonewall, déclenchant le début du mouvement moderne pour les droits LGBT, Queerty l'a nommé dans un de leurs Pride50 : « Des individus pionniers qui assurent activement que la société continue de progresser vers l'égalité, l'acceptation et la dignité pour toutes les personnes Queers. » De même, Alexander a fait la couverture du numéro Pride 2019 de Them., un magazine LGBT numérique, qui « met en lumière trois artistes Queers dont le travail et la vie ouvrent de nouvelles perspectives pour la visibilité LGBT ».
En septembre 2020, il est annoncé pour jouer Gray, le premier personnage transgenre de l'histoire de la saga Star Trek, dans la saison 3 de Star Trek: Discovery.

### Vie privée
Bien qu'il ait été élevé dans une famille mormone, il n'est pas un membre participant[réf. nécessaire]. Il a annoncé sa transidentité en 2014. En 2020, il utilise des pronoms masculins et neutre (they singulier) et fait son coming-out non binaire et pansexuel en 2016,.

## Filmographie

### Longs-métrages
En 2018, il joue le rôle de Vic dans Every Day de Michael Sucsy.

### Séries télévisées
De 2016 à 2019, il joue le rôle de Buck Vu dans la série The OA. En 2020, il joue le rôle de Gray Tal dans Star Trek: Discovery.

### Jeux vidéo
En 2020, il interprète la voix de Lev dans le jeu The Last of Us Part II.